# Pech (Ariège)
Pech település Franciaországban, Ariège megyében. Lakosainak száma 37 fő (2022. január 1.). Pech Albiès, Aston, Les Cabannes és Château-Verdun községekkel határos.

## Népesség
A település népességének változása:
| Lakosok száma | 48   | 21   | 27   | 28   | 45   | 40   | 37   | 37   | 37   | 37   |
|               | 1968 | 1982 | 1990 | 2006 | 2013 | 2015 | 2017 | 2019 | 2020 | 2022 |